# غراهام ديفيس
غراهام ديفيس (بالإنجليزية: Graham Davis)‏ هو صحفي أسترالي، ولد في 7 أكتوبر 1953.